# گاون
گاون (به لاتین: Gaeun) یک منطقهٔ مسکونی در کره جنوبی است.